# 잔 자코모 메디치

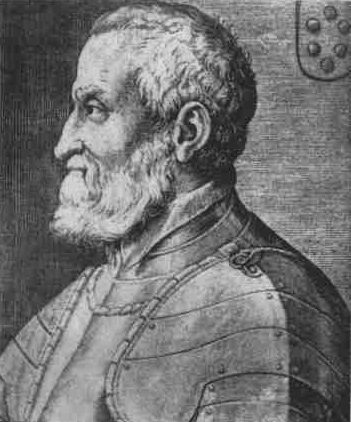
16세기 판화에서의 일 메데기노 (Il Medeghino) 잔 자코모 메디치

잔 자코모 메디치(Gian Giacomo Medici, 1498년 1월 25일~1555년 11월 8일)는 이탈리아의 콘도티에로이자 롬바르디아 지역의 마리냐노 공작, 무소와 레코 후작이다.

## 생애
잔 자코모 메디치는 이후 교황 비오 4세로 선출된 조반니 안젤로 메디치 (Giovanni Angelo Medici)의 형제다. 그들은 동시대의 판화에서 메디치 가문의 문장 팔레가 나타나있고 게다가 "작은 메디치"라는 뜻의 Il Medeghino 별칭도 있었음에도, 피렌체의 메디치 가문과 연관이 없는 밀라노의 귀족 가문이였기에 명문가로서는 부족했다.
14명의 형제 중 가장 나이가 많았던 잔 자코모는 대낮에 복수 살인 사건을 벌인 후, 밀라노에서 추방당했다. 그는 코모호로 피신하여 그외에는 따르지 않는 용병단을 모은다. 그는 그의 생애 대부분을 미래의 밀라노 공작 프란체스코 2세 스포르차의 경호원으로 보냈고, 스포르차는 신성 로마 황제 카를 5세에 의해 공작 자리에 돌아왔다. 메데기노는 스포르차 가문 밑에서 일하며 잔혹한 폭력성이라는 평판을 얻었고, 부수적 수입으로 그는 1528년 3월 28일 마리냐노 후작이 되었고 (황제와 프란체스코 2세 스포르차가 승인) 또한 무소와 레코 후작이기도 했다.

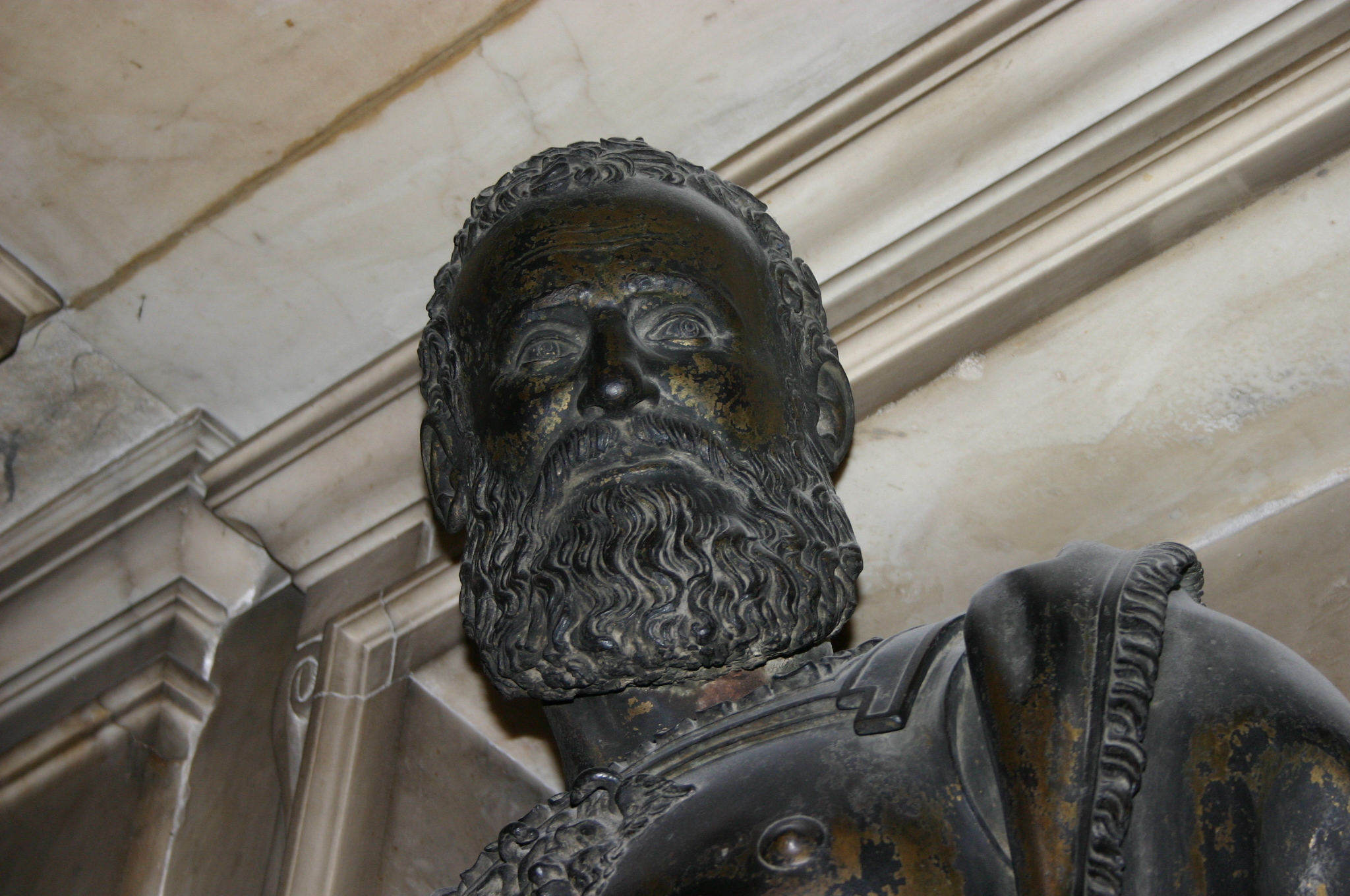
밀라노대성당에 있는 레오네 레오니가 제작한 그의 청동상.

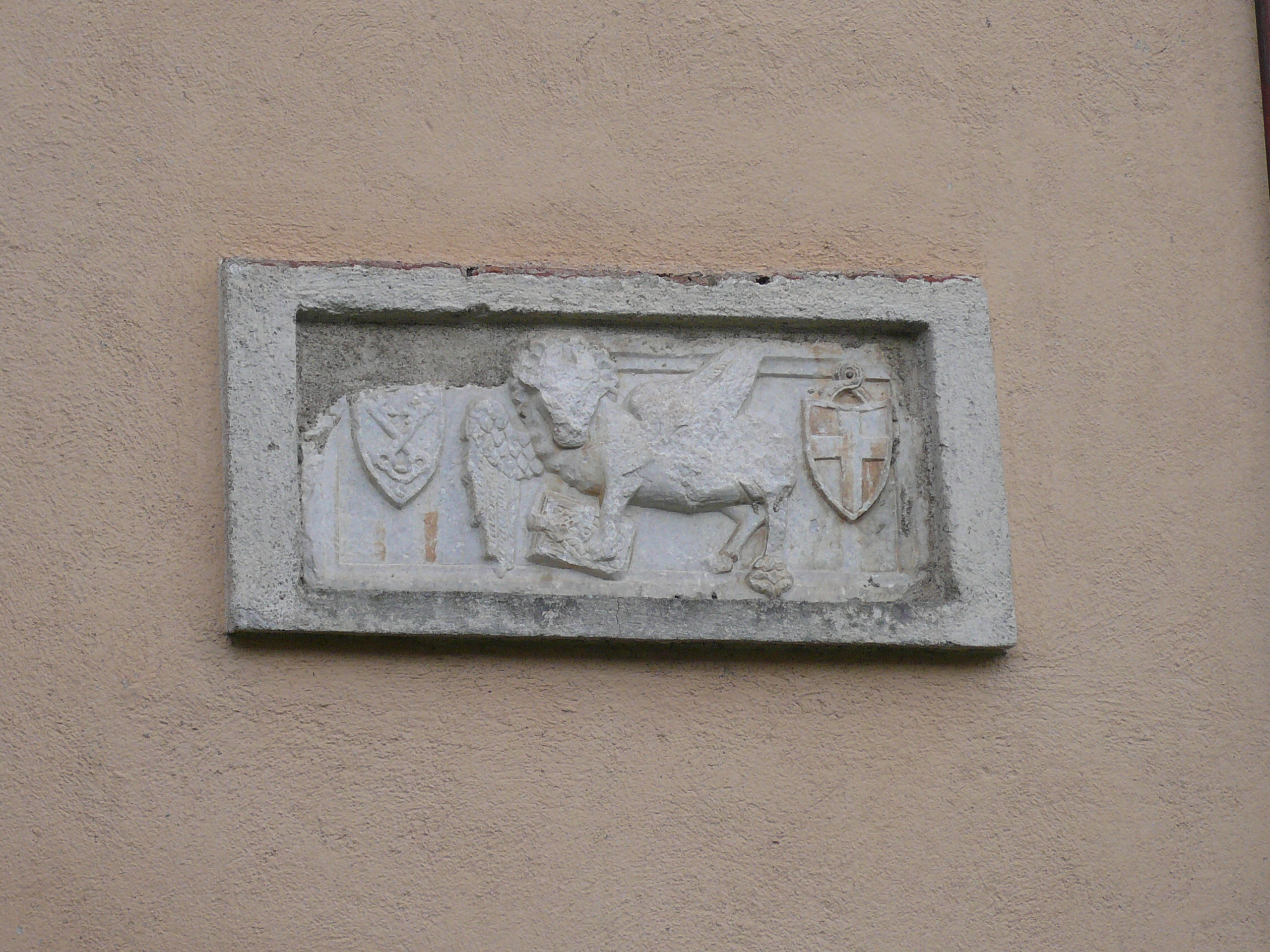
성 마르코의 사자에 새겨진 부조

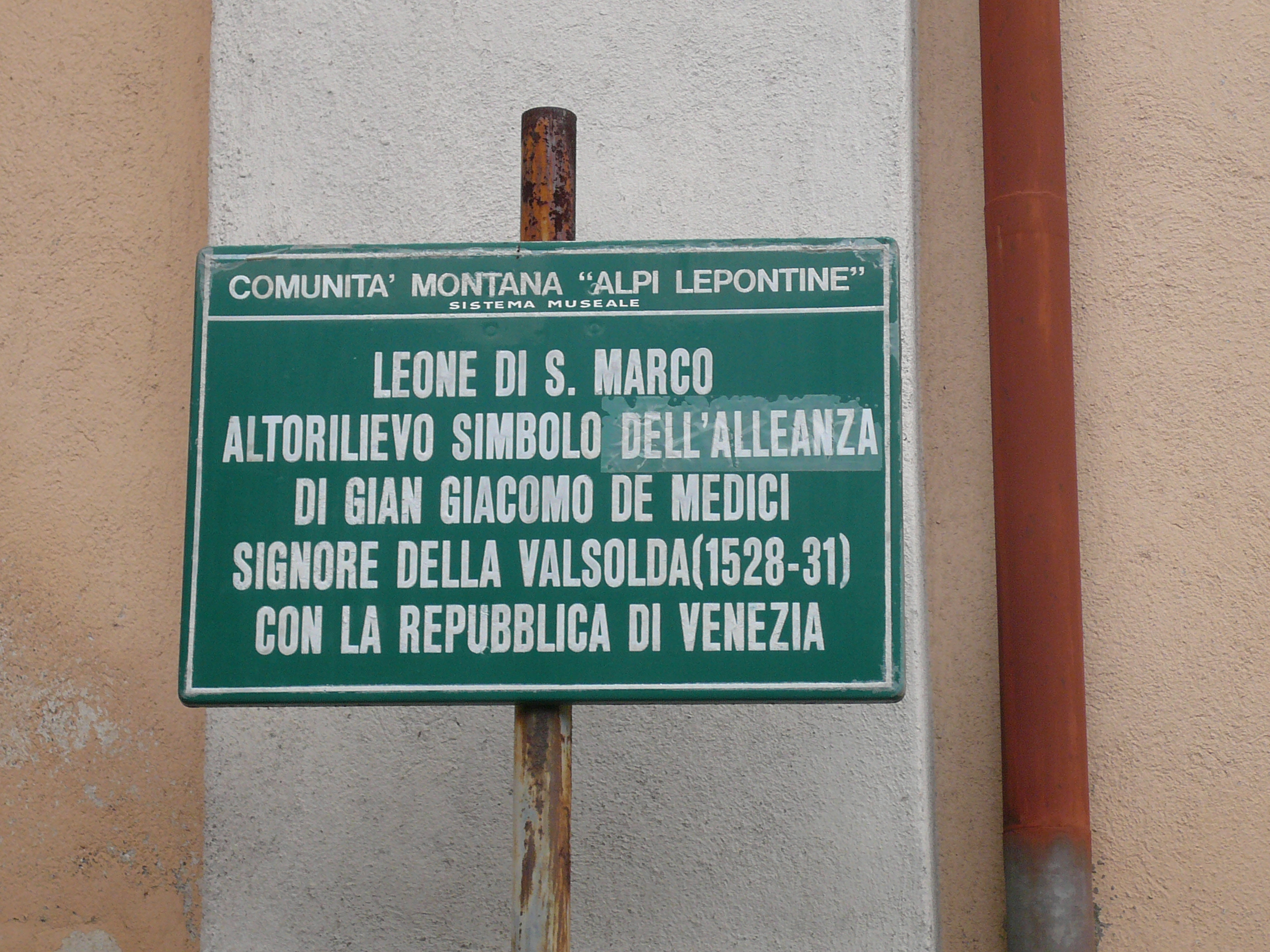
부조의 서술

그가 코모 호수로 도주한 것은 우연이 아니었다. 포를레차 지역에 속하는 발솔다 (Valsolda)에서 그는 태어났다. 그가 발솔다에서 태어났으며 심지어 포를레차에 거주했다는 증거도 있다. 포를레차에 있는 치마 (Cima) 주 교회에는 잔 자코모 메디치와 과거 베네치아 공화국 사이에 맺은 동맹의 상징인 성 마르코의 사자가 있는 부조가 있다. 그의 업적을 기념하며 그곳에 만든 것이였다. 부조에 대한 설명은 옆에 있는 판에서 찾을 수 있다.
잔 마르코는 오늘날 호텔이 서있는 곳인 치마에 거주했을 가능성이 있으며, 우연하게 산 마르코 공원으로 불리지는 않았을 것이다.
일 메데기노는 카를 5세의 고용으로 뮐베르크 전투와 이탈리아의 전역 (시에나 전쟁), 프랑스와 저지대에서 일어난 종교 전쟁에서 싸우며 유명한 콘도티에로가 되었다. 위대한 공학자 아고스티노 라멜리는 수학과 건축학등에서 잔 자코모를 교육시켜주기도 했다.
1543년에 그는 오늘날 발체레시오 산 인근 인두노올로나 근처에 있는 옛 프라스카롤로 (Frascarolo)의 성을 구입하여, 호화로운 빌라로 전환시켰다. 1545년 여름에 그는 피틸리아노 공작 루도비코 오르시니의 딸 마르치아 오르시니와 혼인했다. 그는 1555년 황금양모 기사단의 기사가 되었고 또한 그 해에 사망했다. 그는 밀라노 대성당에 묻혔다.
그의 유일한 아들인 (Camillo, 1586년 이후 사망)는 사생아일지라도 몰타 기사단원이 되었고, 잔 자코모의 재산은 그의 형제 아고스토 (Agosto, 1501년 – 1570년)에게 넘어갔다.